# Частухоцветные
Частухоцве́тные (лат. Alismatáles) — по современной классификации APG IV порядок цветковых растений, включающий 14 семейств, 202 рода и 5 124 ботанических видов. Порядок входит в дочернюю кладу Монокоты (однодольные) клады Цветковые растения.

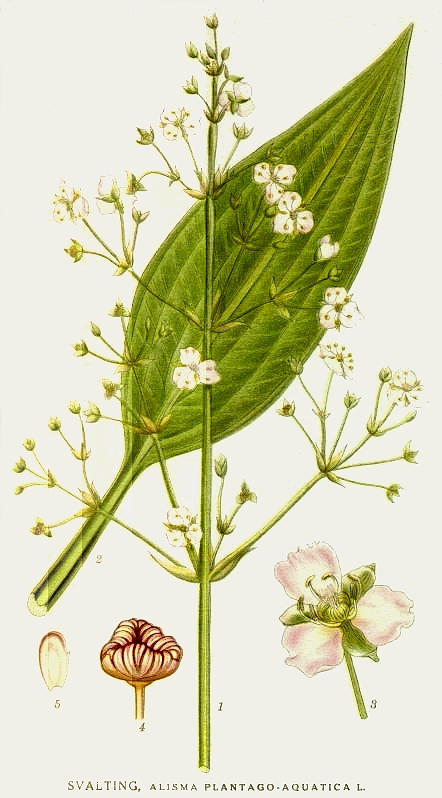
Частуха обыкновенная (Alisma plantago-aquatica).

Большинство семейств содержит травянистые несуккулентные растения, обычно предпочитающие водное окружение. Цветки обычно в соцветиях, созревшие семена не имеют эндосперма. Тапетум пыльников периплазмоидальный с одноядерными клетками, а зародыши часто зелёные и содержат запасные вещества. У всех представителей, кроме большинства наземных или эпифитных Araceae, в листовых влагалищах имеются мелкие чешуйки (внутривлагалищные чешуйки, сквамулы), гинецей часто апокарпный, и формирование эндосперма протекает по гелобиальному типу.

## Классификация
Ранее к порядку частухоцветных относили только три семейства (Alismataceae, Butomaceae и Limnocharitaceae), другие же семейства рассматривались как принадлежащие к другим порядкам, что приводило к полифилетичным группам. В системе классификация APG II вся группа семейств помещена в единый порядок.
Семейство Petrosaviaceae ранее иногда относили к этому порядку, в последних версиях системы APG оно выделено в самостоятельный порядок.
Порядок ароидноцветных (Arales) был признан родственным порядку частухоцветных и стал включаться в состав последнего. В результате этого слияния семейство Ароидные (Araceae) стало самым многочисленным в порядке, насчитывая более 3000 видов в 113 родах. Остальные вместе взятые семейства содержат около 500 видов.
Семейства, входящие в порядок Частухоцветные в системе APG IV (2016):
- Alismataceae — Частуховые- 18 родов и 122 вида
- Aponogetonaceae — Апоногетоновые - монотипное, включает 1 род Апоногетон и 61 вид
- Araceae — Ароидные - 144 рода и 4 463 вида
- Butomaceae — Сусаковые - монотипное, включает 1 род Сусак и 2 вида
- Cymodoceaceae — Цимодоцеевые - 6 родов и 19 видов
- Hydrocharitaceae — Водокрасовые - 14 родов и 143 вида
- Juncaginaceae — Ситниковидные - 3 рода и 35 видов
- Maundiaceae — Маундиевые - монотипное, включает 1 род Маундия и 1 вид
- Posidoniaceae — Посидониевые - монотипное, включает 1 род Посидония и 15 видов
- Potamogetonaceae — Рдестовые - 5 родов и 201 вид
- Ruppiaceae — Руппиевые - монотипное, включает 1 род Руппия и 11 видов
- Scheuchzeriaceae — Шейхцериевые - монотипное, включает 1 род Шейхцерия и 1 вид
- Tofieldiaceae — Тофилдиевые - 4 рода и 29 видов
- Zosteraceae — Взморниковые - 2 рода и 21 вид

### Таксономическое положение[3]
- Alismatales R. Br. ex Bercht. & J. Presl, 1820, Prir. Rostlin 271

Порядок Частухоцветные (Alismatales) включается в дочернюю кладу Монокоты клады Цветковые растения. Кладограмма в соответствии с Системой APG IV:
|  |                          |  |                                   | порядок Частухоцветные |  | 14 семейств |  | 202 рода |  | 5 124 видов |
|  |                          |  |                                   | порядок Частухоцветные |  | 14 семейств |  | 202 рода |  | 5 124 видов |
|  | клада Цветковые растения |  |                                   |                        |  |             |  |          |  |             |
|  |                          |  |                                   |                        |  |             |  |          |  |             |
|  |                          |  | ещё 63 порядка цветковых растений |                        |  |             |  |          |  |             |
|  |                          |  |                                   |                        |  |             |  |          |  |             |